# رنگدانه

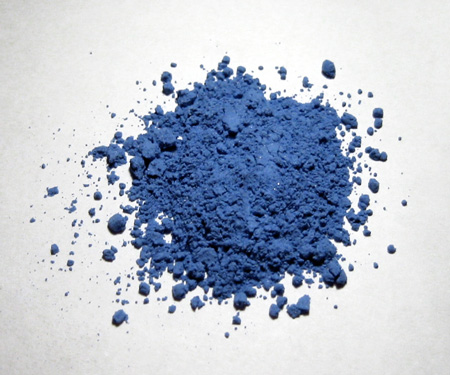
رنگدانه لاجوردی(اولترامارین) طبیعی به صورت پودر

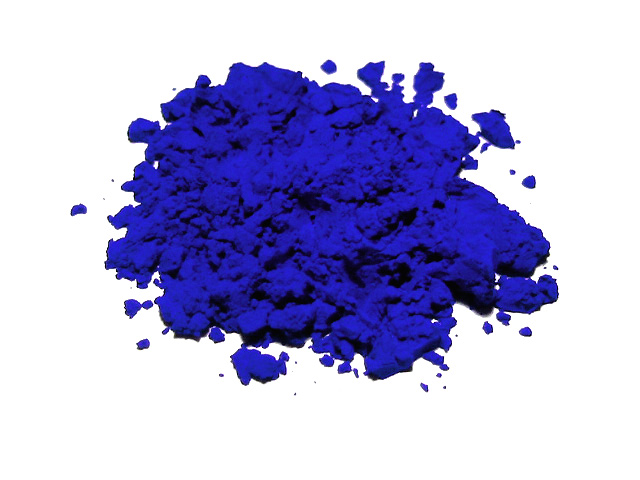
رنگدانه لاجوردی (اولترامارین) مصنوعی که از لحاظ شیمیایی با نوع طبیعی آن مشابه است.

رنگدانه ماده‌ای است که با استفاده از جذب طول موج انتخابی می‌تواند رنگ نوری انعکاسی یا انتقالی را تغییر دهد. این فرایند فیزیکی با فرآیندهایی دیگری همچون فلورسنس، فسفورسانس و دیگر اشکال لومینسانس (تابناکی) که در آن‌ها یک ماده از خود نور ساطع می‌کند، متفاوت است.
بسیاری از مواد انتخابی، طول موج‌های خاصی از نور را جذب خود می‌کنند. موادی همچون رنگدانه‌ها که بشر آن را جهت استفاده گزینش و گسترش داده است، معمولاً از ویژگی‌های خاصی برخوردار هستند که این ویژگی‌ها سبب شده که آن‌ها برای رنگ کردن سایر مواد بهترین گزینه انتخابی باشند. یک رنگدانه باید نسبت به موادی که قرار است به آن رنگ دهد، از خاصیت رنگ دهی بالایی برخوردار باشد. رنگدانه بایستی در دمای محیط به شکل جامد باقی بماند.
دوام و ثبات رنگ از جمله ویژگی‌های مطلوب یک رنگدانه در زمینه کاربردهای صنعتی و هنری به‌شمار می‌رود. رنگدانه‌های بی دوام «پیگمنت فرار» نامیده می‌شوند. رنگدانه‌های فرار در مرور زمان و یا با در معرض نور قرار گرفتن، محو می‌شوند تا جایی که نهایتاً رنگ آن‌ها رو به سیاهی می‌زند.
رنگدانه‌ها برای رنگی بخشیدن رنگ، جوهر، پلاستیک، پارچه، لوازم آرایشی، مواد غذایی و دیگر مواد بکار می‌روند. بیشتر رنگدانه‌هایی که در صنایع تولیدی و هنرهای تجسمی مورد استفاده قرار می‌گیرند رنگزاهایی هستند که معمولاً به شکل پودر ریز در می‌آیند. این پودر به ماده نسبتاً خنثی یا بی‌رنگ همچون رنگپایه (یا محمل) افزوده شده که رنگدانه را در خود به حالت تعلیق نگه داشته و چسبندگی خود را به رنگ می‌دهد.
بین یک رنگدانه که در محمل خود نامحلول است (در اثر یک تعلیق) و یک رزانه که خود به تنهایی مایع بوده یا در محمل خود محلول می‌باشد (در اثر حل شدن) معمولاً تفاوتی وجود دارد. یک رنگزا بسته به محملی که با آن درگیر است، می‌تواند به عنوان یک رنگدانه یا رزانه عمل نماید. در برخی موارد، رنگدانه می‌تواند از ته‌نشینی یک رزانه محلول با یک نمک فلزی حاصل شود. رنگدانه حاصل، «رنگدانه لاکی» نامیده می‌شود. عبارت رنگدانه بیولوژیکی برای تمامی رنگدانه‌هایی بکار می‌رود که مواد رنگی آن‌ها مستقل از قابلیت انحلال‌پذیری آنهاست.
در سال ۲۰۰۶، حدود ۷٫۴ میلیون تن رنگدانه آلی، معدنی و خاص روانه بازار جهانی شد. بیشترین نرخ آماری متعلق به قاره آسیا و پس از آن اروپا و آمریکای جنوبی بوده‌است. پیش‌بینی می‌شود در سال ۲۰۲۰ درآمد حاصل از این رنگدانه‌ها از رقم تخمینی ۲/۳۴ بیلیون دلار آمریکا تجاوز نماید. تقاضای جهانی برای رنگدانه در سال ۲۰۰۹ با افزایش ۵/۱ الی ۲ درصدی نسبت به سال گذشته، به رقم ۵/۲۰ بیلیون دلار آمریکا رسیده بود. افزایش نرخ رشد پایدار در سال‌های آتی، از قبل پیش‌بینی شده بود. فروش این رنگدانه‌ها در سرتاسر جهان نشانگر افزایشی در حدود ۵/۲۴ بیلیون دلار آمریکا در سال ۲۰۱۵ بوده که تا سال ۲۰۱۸ این رقم به ۵/۲۷ بیلیون دلار آمریکا خواهد رسید.

## اساس فیزیکی

تعداد زیادی از طول موج‌ها (رنگها) با یک رنگدانه برخورد می‌کنند. این رنگدانه نور قرمز و سبز را به خود جذب کرده ولی نور آبی را منعکس می‌کند و سبب ایجاد رنگ آبی می‌شود.

رنگدانه‌ها رنگی را ایجاد می‌کنند که خودشان نیز به همان رنگ هستند چرا که آن‌ها به صورت انتخابی طول موج‌های معینی از نور مرئی را جذب و منعکس می‌نمایند. ترکیب طیف کامل نور مرئی با طول موجی متغیر از ۳۷۵ یا ۴۰۰ نانومتر الی ۷۶۰ یا ۷۸۰ نانومتر، با نور سفید تقریباً برابری می‌کند. وقتی که این نور با یک رنگدانه برخورد می‌کند، قسمت‌هایی از طیف توسط پیوندهای شیمیایی سیستم‌های کونژوگه و دیگر اجزای رنگدانه جذب می‌شود. برخی دیگر از طول موج‌ها یا قسمت‌هایی از طیف، منعکس یا پخش می‌شود. بیشتر رنگدانه‌ها، کمپلکس انتقال بار محسوب می‌شوند. مثل کامپاندهای فلز واسطه با باند جذب وسیعی که بیشتر رنگ‌های نور سفید تابشی را کسر می‌کنند. طیف جدید منعکس شده ظاهر یک رنگ را به وجود می‌آورد. رنگدانه‌ها بر خلاف مواد فلورسنت یا فسفورسنت، می‌توانند فقط طول موج‌ها را از نور منبع کسر نموده و هرگز مورد دیگری به آن اضافه نکنند.
ظاهر رنگدانه‌ها نزدیک به رنگ نور منبع می‌باشد. نور خورشید از دمای رنگ بالا و یک طیف نسبتاً یکدستی برخوردار بوده و معیار استانداردی برای نور سفید محسوب می‌شود. منابع نور مصنوعی تمایل زیادی برای دستیابی به پیک عالی در برخی قسمت‌های طیف خود و همچنین شیاری عمیق دارند. با مشاهده این شرایط، رنگدانه‌ها در رنگ‌های متفاوتی ظاهر می‌گردند.
فضاهای رنگی که برای نمایش رنگ‌ها از حیث عدد مورد استفاده قرار می‌گیرد باید منبع نوری خود را تعیین نمایند. در سنجش مدل رنگ ال‌ای‌بی، فرض بر این است که اندازه‌گیری‌ها زیر منبع نوری D65 یا ” روشنی روز ۶۵۰۰K” انجام شده‌است که تقریباً همان دمای رنگ نور خورشید می‌باشد، مگر آنکه خلاف آن قید شود.

نور خورشید با رنگدانه «آبی بنیادی» Rosco R80 برخورد می‌کند. محصول طیف منبع و طیف بازتاب رنگدانه، نهایتاً به طیف نهایی و ظاهر آبی منجر می‌شود.

دیگر ویژگی‌های یک رنگ همچون اشباع بودن یا سبکی آن، ممکن است توسط دیگر مواد همراه با رنگدانه، تخمین زده شود. رنگپایه و فیلرهایی که به مواد شیمیایی رنگدانه‌ها افزوده می‌شود نیز الگوهای بازتاب و جذب خاص خود را دارند که می‌توانند بر طیف نهایی تأثیرگذار باشند. به همین ترتیب، درمخلوطهای رنگدانه/رنگپایه، امکان برخورد مولکول‌های رنگدانه با اشعه‌های مجزای نوری وجود ندارد و ممکن است به همان صورت که وجود دارند، منعکس گردند. این اشعه‌های پراکنده نور منبع با یک رنگ کمتر اشباع شده، سهیم می‌شوند. رنگدانه خالص به نور سفید خیلی کوچک اجازه فرار را داده و بدین ترتیب یک رنگ بسیار اشباع شده تولید می‌کند. مقدار کمی از رنگدانه با مقدار زیادی از رنگپایه سفید مخلوط می‌شود، ولی به دلیل فرار مقدار زیادی نور سفید، نتیجه حاصله، اشباع نشده و رنگ پریده می‌گردد.

## تاریخچه
در دوران ماقبل تاریخ، از رنگدانه‌هایی که به صورت طبیعی به وجود می‌آیند مثل اخرایی و اکسید آهن، به عنوان مواد رنگدار (کلرانت) استفاده می‌نمودند. باستان شناسان حقایقی را آشکار نموده‌اند که نشان می‌دهد انسان‌های اولیه از رنگ برای اهداف زیبایی همچون نقاشی بدن استفاده می‌نمودند. وجود تجهیزات سایش رنگ و رنگدانه به ۳۵۰۰۰۰ الی ۴۰۰۰۰۰ سال قبل بازمی‌گردد که شواهد آن در غاری در Twin Rivers حوالی لوساکا، زامبیا گزارش شده‌است.
قبل از انقلاب صنعتی، محدوده رنگی موجود برای هنر و مصارف تزئینی، از لحاظ فنی محدود بود. بیشتر رنگدانه‌های مورد استفاده، رنگدانه‌های زمینی و معدنی یا رنگدانه‌هایی با اصالت بیولوژیکی بوده‌است. رنگدانه‌های حاصل از منابع غیرمعمول مثل مواد گیاهی، ضایعات حیوانی، حشرات و نرم‌تنان، در فواصل طولانی برداشت و تجارت می‌شد. هزینه استفاده بعضی از این رنگ‌ها گران بوده یا امکان مخلوط نمودن آن‌ها با طیفی از رنگدانه‌های موجود امکان‌پذیر نبوده‌است. رنگ آبی و بنفش بخاطر هزینه‌هایی که داشت، مخصوص خانواده سلطنتی شد.
معمولاً بدست آوردن رنگدانه‌های بیولوژیکی کاری دشوار بوده و جزئیات ساخت آن نزد سازندگانش محرمانه باقی می‌ماند. «ارغوانی صوری» رنگدانه‌ای است که از مخاط یکی از انواع گونه‌های «صدف فرفری نواری» بدست می‌آید. تولید ارغوانی صوری برای استفاده در رنگزنی پارچه از اوایل سال ۱۲۰۰ (BCE) توسط فینیقی‌ها آغاز و پس از آن توسط یونانی‌ها و رومی‌ها تا سال ۱۴۵۳ (CE)، با سقوط قسطنطنیه ادامه یافت. تولید این رنگدانه پیچیده و گران بوده و استفاده از مواردی که با آن‌ها رنگ می‌شد نماد قدرت و ثروت بوده‌است. تاریخ‌شناس یونانی «تئوپمپ» که در قرن ۴ (BCE)می‌نگاشته، گزارش نموده است که «در شهر کولوفون (در آسیای میانه) رنگ بنفش برای رنگزنی، با نقره معامله می‌شد.»
رنگدانه‌های معدنی در مسافت‌های طولانی نیز داد و ستد می‌شد. تنها راه بدست آوردن رنگ آبی بسیار تیره و غنی از رنگ، استفاده از سنگ نیمه قیمتی لاجورد بود تا بتوان رنگدانه‌ای بنام سرمه‌ای بوجود آورد و بهترین منابع دستیابی به لاجورد دور از دسترس بود. ”یان وان آیک” نقاش فلاندری قرن ۱۵، معمولاً در آثار خود از رنگ آبی استفاده نمی‌کرد. اگر تصویر شخصی را با سرمه‌ای نقاشی و رنگ آمیزی می‌نمود، نشان از تجملات زیاد آن شخص بود و اگر یک مشتری از وی می‌خواست تا از رنگ آبی در تصویر خود استفاده کند، وی موظف به پرداخت پول بیشتری می‌شد. زمانی که یان آیاک از لاجورد استفاده می‌نمود هیچگاه آن را با دیگر رنگ‌ها ترکیب نمی‌کرد. در عوض او لاجورد را به شکل خالص و تقریباً به عنوان لعاب تزئینی بکار می‌برد. قیمت گزاف لاجورد هنرمندان را مجبور به جستجوی رنگدانه جایگزین ارزانتر، هم معدنی (آزوریت، مینای لاجوردی) و هم بیولوژیکی (نیل پر طاووس) نمود.

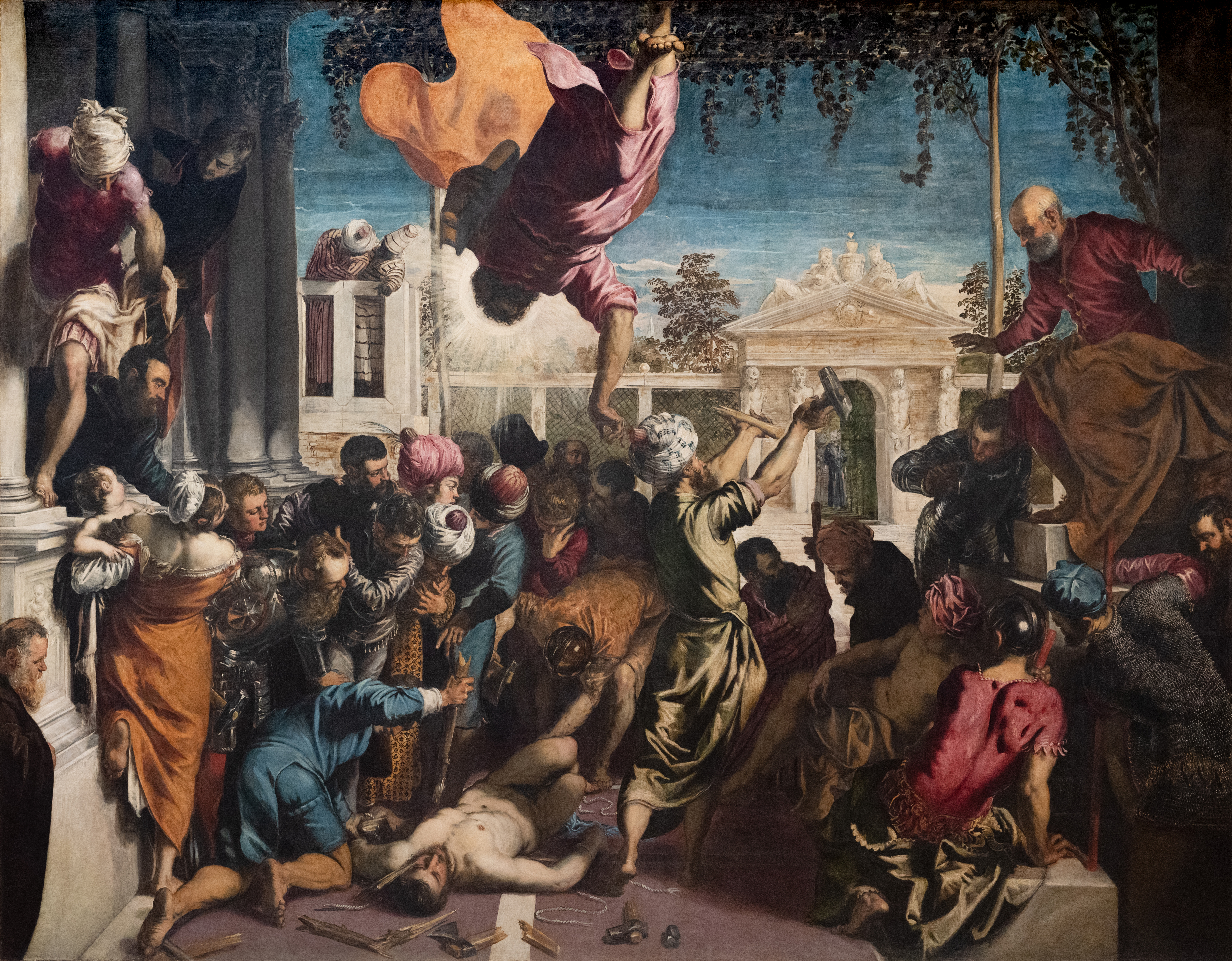
تابلوی معجزه برده اثر تینتورتو (۱۵۴۸). پسر یک استاد رنگرز، تینتورتو برای رسیدن به اثربخشی رنگ دراماتیک از رنگدانه دریاچه قرمز کارمین، مشتق از حشره قرمزدانه مکزیکی استفاده نموده‌است.

با فتح یک امپراطوری جدید توسط اسپانیا در قرن ۱۶، رنگدانه‌ها و رنگ‌های جدیدی به مردم هر دو طرف اقیانوس اطلس معرفی شد. کارمین، یک رنگدانه و رزانه‌ای است که از یک حشره انگلی در آمریکای مرکزی و جنوبی به وجود می‌آید که در اروپا از ارزش و موقعیت ویژه‌ای برخوردار شد. کارمین، از برداشت، خشک نمودن و خردکردن حشره قرمزدانه مکزیکی بدست می‌آید. بدین سبب کارمین در رنگزنی پارچه، رنگ مواد غذایی، رنگ بدن، یا به فرم رنگدانه دریاچه‌ای، تقریباً در هر نوع از رنگ یا لوازم آرایشی، استفاده می‌شد و هنوز هم می‌شود.
بومیان پرو رزانه‌های حشره قرمزدانه را برای استفاده در منسوجات دستکم در سال ۷۰۰ (CE)، تولید می‌نمودند. اما اروپایی‌ها تا قبل از آن چنین رنگی را ندیده بودند. زمانی که اسپانیا به امپراطوری آزتک در سرزمینی که امروزه مکزیک نامیده می‌شود، یورش بردند، به بهره‌برداری ازفرصت‌های تجاری این رنگ سرعت عمل بخشیدند. بعد از نقره، کارمین تبدیل به دومین صادرات با ارزش منطقه شد. رنگدانه‌های تولید شده از حشره قرمزدانه مکزیکی برای کاردینال‌های کاتولیک رداهای چشم‌نواز و برای انگلیسی‌ها «کت قرمز» یونیفورم‌های ممتاز را به ارمغان آورد. این مسئله که منبع حقیقی رنگدانه یک حشره است، تا زمانی‌که بیولوژیست‌ها در قرن ۱۸ منبع آن را کشف کنند، به صورت راز باقی‌مانده بود.

دختری با گوشواره مروارید اثر یوهانس فرمیر (۱۶۶۵)

درحالیکه کارمین در اروپا محبوب بود، رنگ آبی هنوز هم به عنوان یک رنگ منحصر بفرد و نشان قدرت و ثروت باقی ماند. استاد هلندی «یوهانس فرمیر» اغلب در نقاشی‌های چشمگیر خود از سنگ لاجورد به همراه کارمین و زرد هندی به وفور استفاده می‌نمود.